# Gratte-ciel Aalto
Le gratte-ciel Aalto (en allemand : Aalto-Hochhaus) est un immeuble résidentiel conçu par Alvar Aalto à Brême en Allemagne,.

## Présentation
À la suite du succès remporté par l'architecte Alvar Aalto à l'Exposition internationale d’Architecture de Berlin en 1957, ainsi qu'à l'unanimité suscitée par le design scandinave à cette époque, la Neue Heimat a décidé de confier à l'architecte la conception d'une tour résidentielle à construire dans le quartier de Vahr à Brême. 
Alvar Aalto présenta son projet final le 21 octobre 1958 et les travaux de construction commencèrent officiellement le 18 septembre 1959, avec la pose de la première pierre, pour se terminer dans les dernières semaines de 1961.
Cette œuvre d'Alvar Aalto a été récompensée en 1974 par l'association BDA (de) avec la motivation suivante : « L'ensemble immobilier [...] se caractérise par son excellent emplacement urbain et sa forme idiosyncrasique mais magistrale. Le gratte-ciel d'Aalto est un monument distinctif et mémorable ». 
Comme l'ont observé les représentants du BDA, grâce à son tracé ondulé particulier, le gratte-ciel d'Aalto constitue un pôle d'intérêt visuel capable de valoriser l'utilisation spatiale d'un terrain à bâtir par ailleurs indifférencié.
Jusque dans les années 1970, le gratte-ciel Aalto était la plus haute tour résidentielle d’Allemagne. La tour a été rénovée en 1995.

## Le bâtiment
La fondation a une superficie au sol de 650 m2. La surface habitable totale du bâtiment est de 7 860 m2.
Les quatre étages inférieurs ont été construits en béton armé. Les murs porteurs des étages supérieurs ont été construits selon la méthode de construction dite Feidner. Les cloisons non porteuses ont été réalisées à partir d'un mélange de copeaux de brique et de plâtre.
Le bâtiment se compose de 189 appartements (appartements d'une et deux pièces), répartis en éventail sur 21 étages. La taille des appartements est comprise entre 34,4 m2 et 59,5 m2.
La façade du bâtiment est du côté ouest. Sept des neuf appartements de chaque étage n'ont de fenêtres que du côté ouest. Les appartements étant censés être orientés ouest-est, le problème de l'éclairage limité à l'arrière de chaque appartement s'est posé. Aalto a résolu ce problème en créant des plans d'étage en forme d'entonnoir pour les appartements, qui laissent entrer beaucoup de lumière sur le côté ouest le plus large. Les plans d'étage individuels en forme d'entonnoir des appartements ont entraîné une diversification du plan du bâtiment et des tailles de fenêtres différentes dans les appartements individuels. A l'exception des fenêtres étroites jouxtant les loggias, aucune fenêtre ne peut être ouverte. Afin de nettoyer les fenêtres de l'extérieur, un système de rails a été construit sur le toit. Une gondole pour les nettoyeurs de bâtiments est descendue à l'aide d'une flèche mobile.
La façade ouest présente un revêtement en pierre artificielle légère et lisse et une forme légèrement ondulée. Tous les salons ont une vue vers l'ouest et donc vers le centre-ville de Brême et le stade Weser. Chaque appartement dispose d'une petite loggia. 
La façade est est constituée d'un bardage en fibre ciment gris et de tiges métalliques suspendues en forme de grille. Seuls les deux appartements extérieurs, plus grands, à chaque étage, offrent une vue vers l'est. La salle de bain, la cuisine et la chambre se trouvent côté Est. Le côté Est du bâtiment se caractérise par de grandes fenêtres panoramiques dans les couloirs des étages et par des balcons techniques, avec tapis à enrouleurs, typiques d'Alvar Aalto.

## Galerie

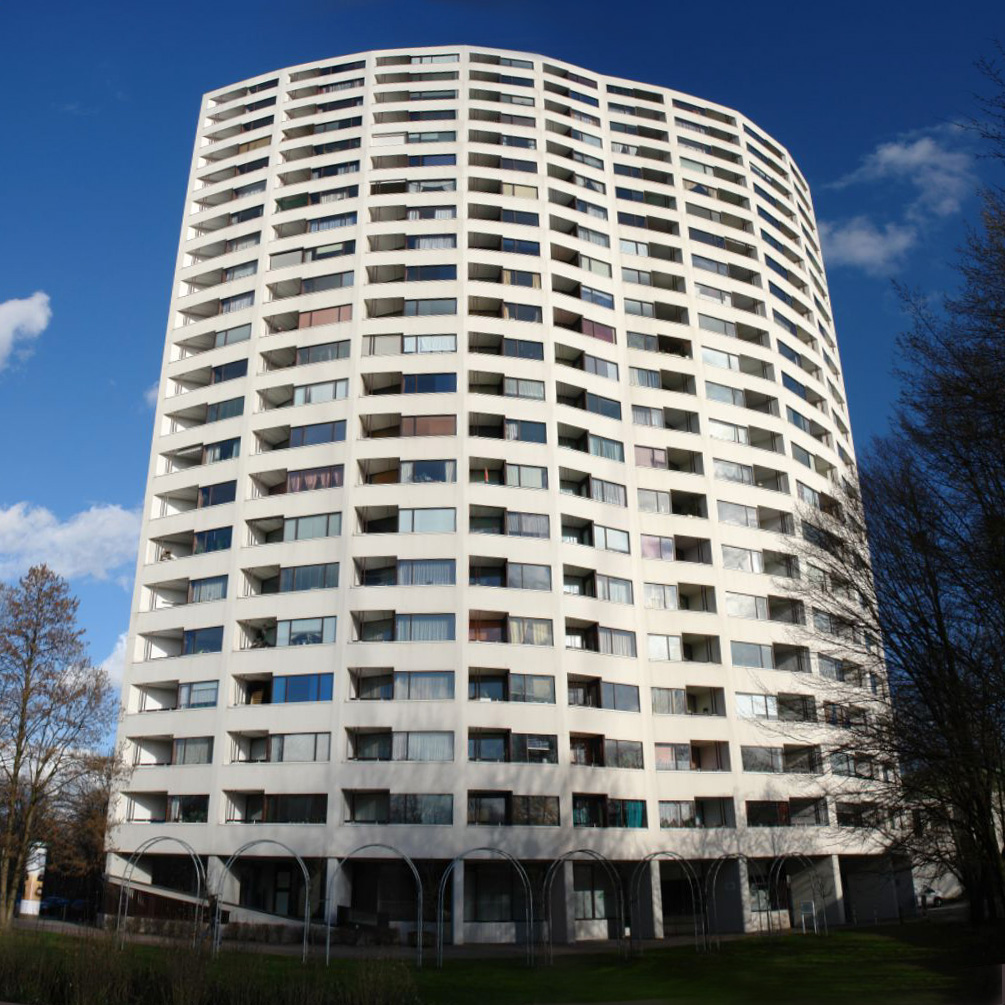
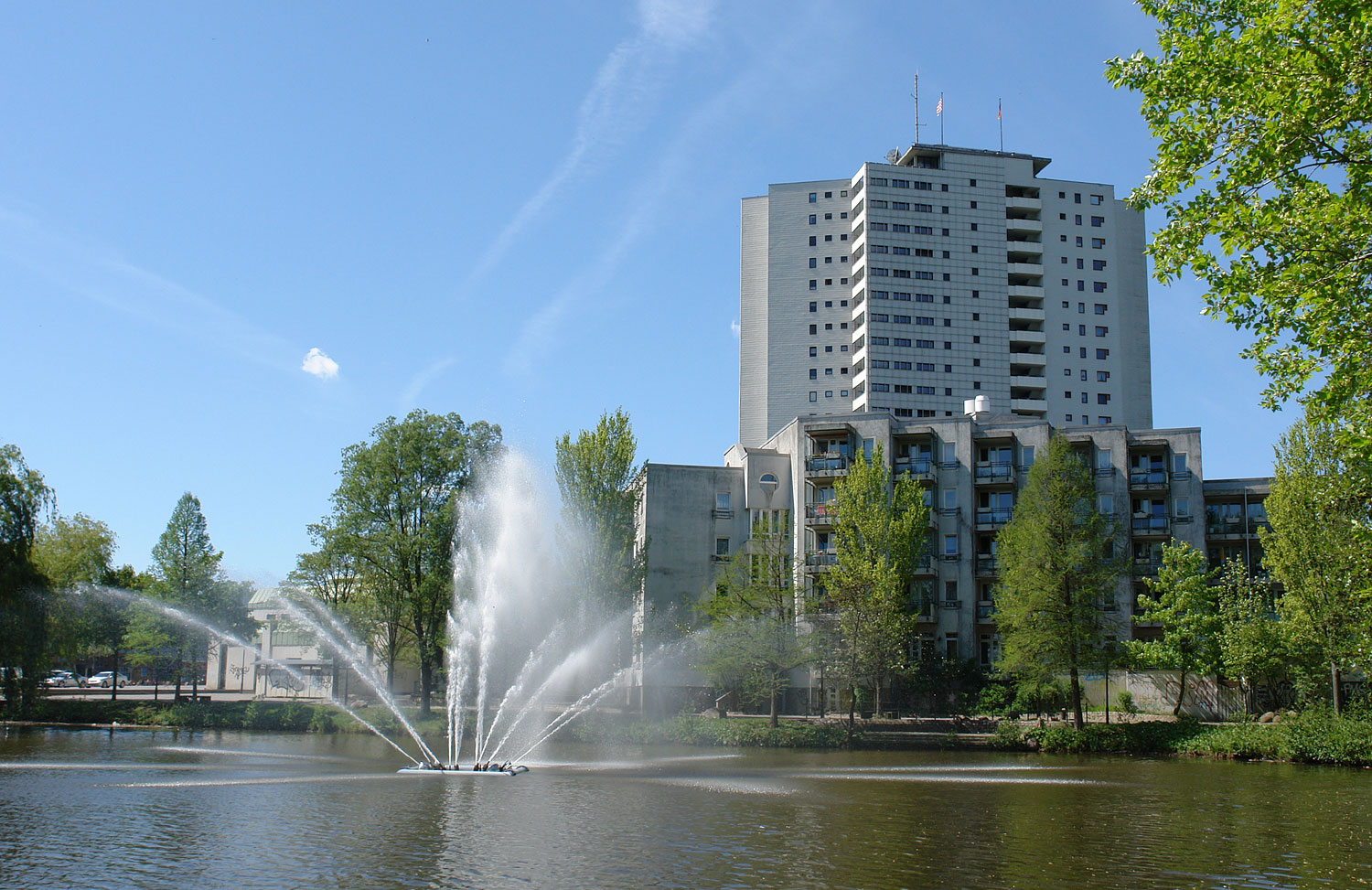
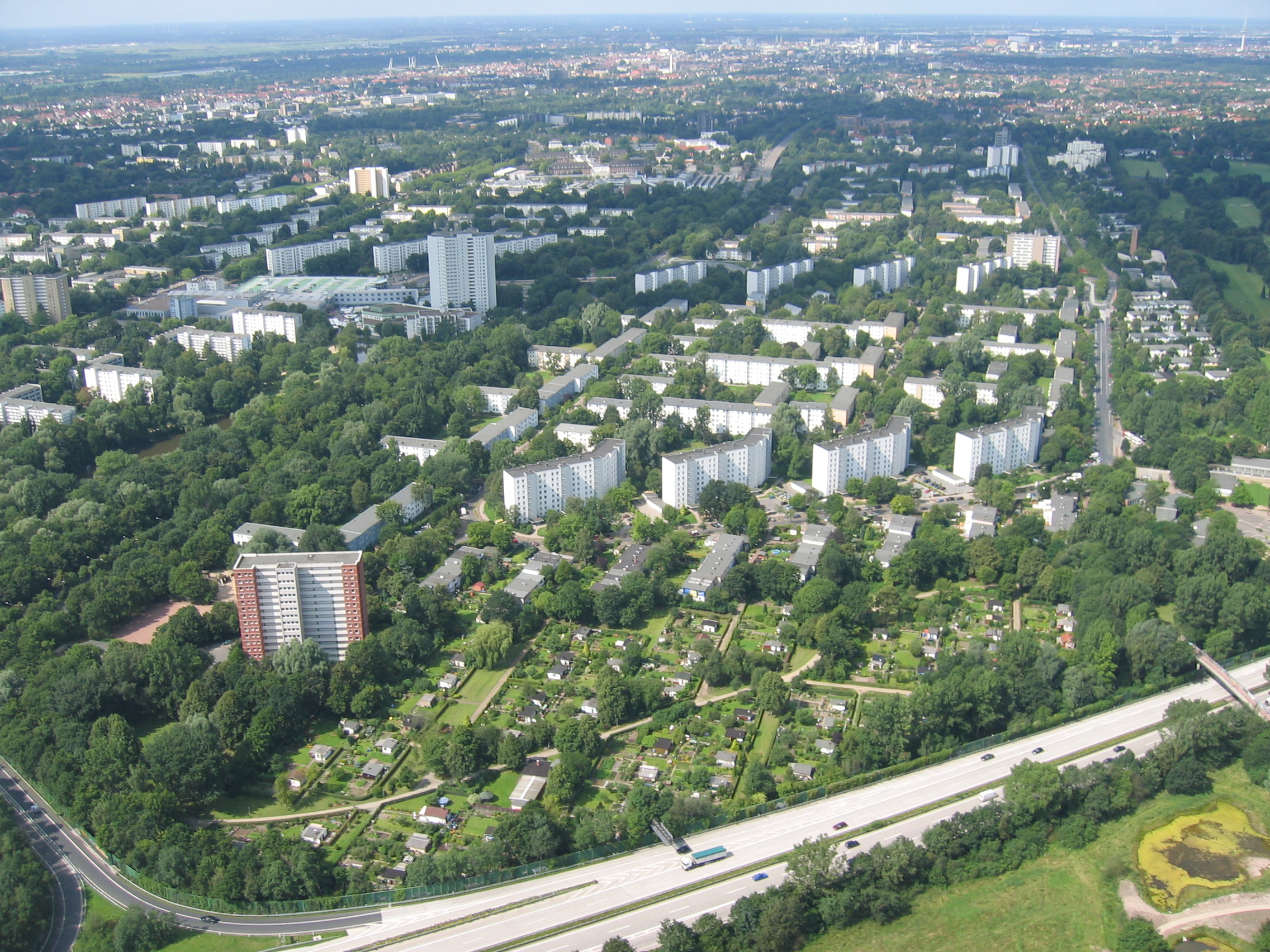

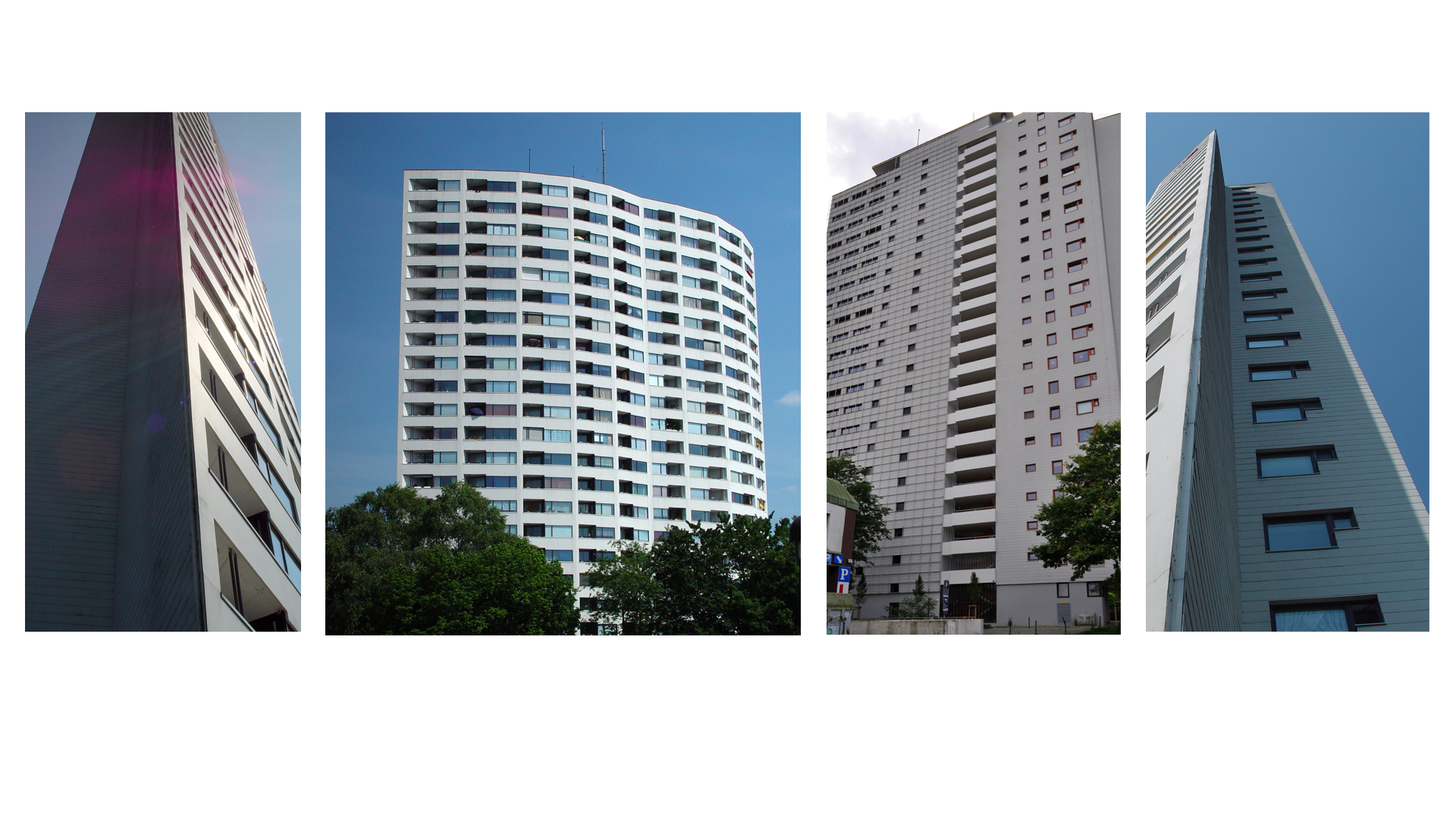